# Rothmannia lujae
Rothmannia lujae är en måreväxtart som först beskrevs av De Wild., och fick sitt nu gällande namn av Ronald William John Keay. Rothmannia lujae ingår i släktet Rothmannia och familjen måreväxter. Inga underarter finns listade i Catalogue of Life.